# Veikkola
Veikkola är en tätort (finska: taajama) i Kyrkslätt och Vichtis kommuner i landskapet Nyland i Finland. Vid tätortsavgränsningen den 31 december 2021 hade Veikkola 6 302 invånare och omfattade en landareal av 19,79 kvadratkilometer.